# Castello Notarile di Derby
Das Castello Notarile di Derby (französisch Château notarial de Derby) ist eine mittelalterliche Burg im Ortsteil Derby der Gemeinde La Salle im Aostatal.

## Geschichte und Beschreibung
Laut verschiedener Quellen wurde die Burg ursprünglich als Wohnhaus eines Notars errichtet. Vom 12. bis zum 16. Jahrhundert gehörte sie den Adligen Lachenal, und ging dann in den Besitz des Notars Vernaz über.
Für André Zanotto dagegen muss das Gebäude nicht aus einer Zeit vor dem 16. Jahrhundert stammen.
Die Burg, die aus zahlreichen Baukörpern besteht, zeigt sich in gutem, restaurierten Zustand. Bemerkenswert sind sowohl die Fenster aus bearbeitetem Speckstein, in denen sich die charakteristischen Kielbögen finden, als auch das Eingangstor, das mit floralen Motiven dekoriert ist und über dem man das Wappen des Hauses Savoyen erkennt.
Der Komplex diente eine Zeitlang landwirtschaftlichen Zwecken. Ein alter Ofen im Außenbereich von geringem Wert wurde in den 1970er-Jahren restauriert. Nach einer Sage soll ein unterirdischer Gang das Notarschloss mit der Gerichtsburg Derby in derselben Straße verbinden.